# Dinar iugoslavo
O dinar iugoslavo (динар) (ISO 4217: YUM, abreviado como din ou дин) era a unidade monetária dos três extintos estados iugoslavos: o Reino da Iugoslávia, a República Socialista Federativa da Iugoslávia e a República Federal da Iugoslávia entre 1918 e 2006. O dinar era subdividido em 100 para (пара).
No início da década de 1990, a má gestão econômica do país, levou o governo iugoslavo à falência, obrigando o mesmo a tirar dinheiro das economias dos cidadãos locais. Isso causou a hiperinflação do dinar, descrita como severa, prolongada e a pior da história.  Grandes quantias de dinheiro foram impressas, com as moedas se tornando redundantes e as taxas de inflação atingindo mais de um bilhão por cento ao ano.  Essa hiperinflação causou cinco reavaliações entre 1990 e 1994; totalizando em oito versões distintas do dinar. Seis das oito receberam nomes distintos e códigos ISO 4217 separados. A nota de maior denominação foi de 500 bilhões de dinares, que perdeu o valor quinze dias depois de ser impressa.

## História

### 1920–41; dinar sérvio
Até 1918, o dinar era a moeda da Sérvia, e em seguida, tornou-se a moeda oficial do Reino dos Sérvios, Croatas e Eslovenos, circulando juntamente com a coroa iugoslava, que era taxada em 4 coroas = 1 dinar.
As primeiras moedas e notas com o nome do Reino dos Sérvios, Croatas e Eslovenos foram emitidas em 1920, até então as moedas e notas que circulavam, eram denominadas sérvias. Em 1929, o nome do país mudou para Reino da Iugoslávia e isso também se refletiu no design visual do dinar.

### 1941-45;

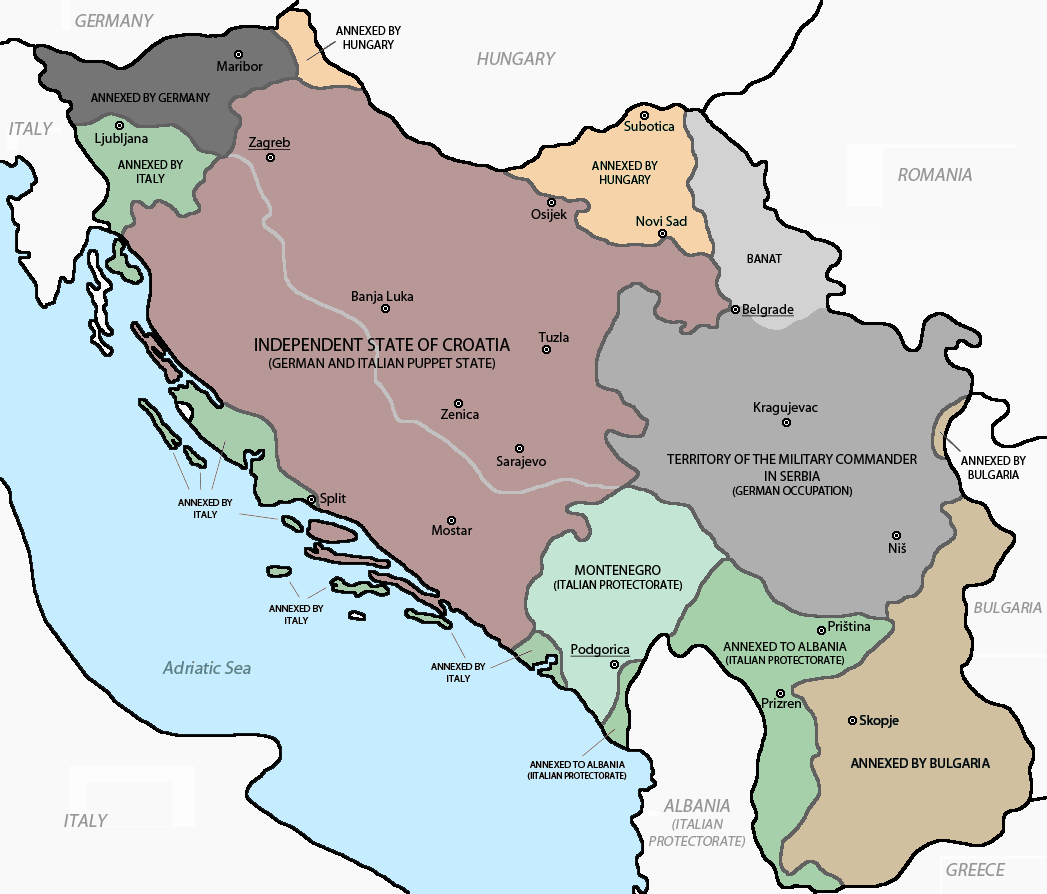
Repartição da Iugoslávia entre as potências do Eixo.

Em 1941, a Iugoslávia foi invadida e dividida em várias partes; o dinar remanescente ficou como moeda na Sérvia de Nedić; a kuna como moeda da Croácia e da Bósnia e Herzegovina (Estado Independente da Croácia) em paridade com o dinar; enquanto o lev búlgaro, a lira italiana e o reichsmark alemão circularam na parte da Iugoslávia ocupada por esses respectivos países.

### 1944–65;
Em 1944, quando a Iugoslávia começou a ser reconstituída, o dinar iugoslavo foi novamente considerado a moeda oficial do país, substituindo o dinar sérvio, a kuna e as outras moedas usadas nos fragmentos da Iugoslávia ocupados por outras nações; foi colocada em consideração uma taxa de 1,00 dinar iugoslavo = 20,00 dinares sérvios e 1,00 dinar iugoslavo = 40,00 kunas.
O dinar obteve em 1933 e em 1937, respectivamente, uma taxa de câmbio que equivalia a US$1,00 = din56,4 e £1,00 = din250. A Iugoslávia foi membro fundador do Fundo Monetário Internacional. Após isso o dinar foi indexado ao dólar estadunidense a uma taxa de 50 dinares por dólar.  Em 1955, o taxa havia sido depreciada para 300 dinares por dólar, mas isso era aplicável apenas a um número limitado de transações. Para a grande maioria das transações, foi aplicado um sistema de taxas de câmbio múltiplas com diferentes níveis de intervenção governamental. Dependendo da transação, era oferecido mais de 200 taxas de câmbio diferentes  variando de 600 até 1150 dinares por dólar.  Esse sistema de taxas de câmbio múltiplas foi abolido em 1961 e substituído por uma única taxa indexada de 750 dinares por dólar.